# Ali Khamenei
L'aiatol·là sàyyid Ali Hosseini Khamenei (persa: آیت الله سید علی حسینی خامنه ای) (Mashad, 19 d'abril de 1939) és el segon i actual líder suprem de l'Iran des del 1989. Anteriorment va ser president de l'Iran, del 1981 al 1989. Khamenei és el cap d'estat en actiu que més temps ha tingut el càrrec a l'Orient Mitjà, així com el segon líder iranià que més temps ha estat al càrrec durant el segle passat, després del xa Mohammad Reza Pahlavi.
Segons el seu lloc web oficial, Khamenei va ser arrestat sis vegades abans de ser enviat a l'exili durant tres anys durant el regnat de Mohammad Reza Pahlavi. Després que la revolució iraniana enderroqués el xa, va ser objectiu d'un intent d'assassinat el juny del 1981 que va paralitzar-li el braç dret. Khamenei va ser un dels líders iranians durant la guerra entre l'Iran i l'Iraq dels anys vuitanta, i va desenvolupar estrets vincles amb els ara poderosos guàrdies revolucionaris que controla, i els comandants dels quals són elegits i destituïts per ell. Els guàrdies revolucionaris s'han desplegat per acabar amb la seva oposició. Khamenei va ser el tercer president de l'Iran del 1981 al 1989, mentre que es va convertir en un aliat proper del primer líder suprem, Ruhollah Khomeini. Poc abans de la seva mort, Khomeini va tenir una topada amb l'hereu ideològic que havia escollit, Hussein Ali Montazeri, de manera que, en morir Khomeini, no hi havia un acord explícit sobre qui l'havia de succeir. L' Assemblea d'Experts va elegir Khamenei com a líder suprem el 4 de juny de 1989, a l'edat de 50 anys. Segons Akbar Haixemi Rafsanjani, Khamenei era l'home que Khomeini havia escollit com a successor abans de morir. Khamenei és el cap dels servents d' Astan Quds Razavi des del 14 d'abril de 1979.
Com a líder suprem, Khamenei és l'autoritat política més poderosa de la República Islàmica. És el cap d'estat de l'Iran, el comandant en cap de les seves forces armades, i pot dictar decrets i prendre les decisions finals sobre les principals polítiques del govern en molts àmbits com l'economia, el medi ambient, la política exterior i planificació nacional a l'Iran. Khamenei té control directe o indirecte sobre les branques executiva, legislativa i judicial del govern, així com sobre els militars i els mitjans de comunicació, segons Karim Sadjadpour. Tots els candidats a l'Assemblea d'Experts, la Presidència i el Majlis (Parlament) són examinats pel Consell Guardià, els membres del qual són seleccionats directament o indirecta pel líder suprem de l'Iran. També hi ha hagut casos en què el Consell Guardià va revertir la prohibició de determinades persones després de rebre ordres de Khamenei.

### Revoltes durant el seu mandat
Hi ha hagut protestes importants durant el regnat de Khamenei, incloses les protestes de Qazvin del 1994, les protestes estudiantils iranianes del 1999, les protestes postelectorals de 2009, les protestes iranianes del 2011–2012, les protestes iranianes de 2017-2018, vagues i protestes generals iranianes del 2018-2019 i les protestes iranianes de 2019-2020 que van acabar amb 1.500 morts, i almenys 551 persones, entre elles 68 menors van morir com a conseqüència de la intervenció del govern a les protestes després de la mort de Mahsa Amini el 2022.
Periodistes, bloguers i altres persones han estat jutjades a l'Iran acusades d'insultar el líder suprem Hamenei, sovint juntament amb càrrecs de blasfèmia. Entre les seves sentències s'inclouen l'atac i la presó, i alguns d'ells han mort sota custòdia. La resposta del govern a les protestes ha rebut una condemna general, i el Departament del Tresor dels Estats Units ha sancionat la patrulla d'orientació i diversos oficials iranians.

### Programa nuclear
Pel que fa al programa nuclear de l'Iran, Khamenei va emetre una fatwa el 2003 que prohibia la producció, l'emmagatzematge i l'ús de tot tipus d'armes de destrucció massiva.

### Conflicte amb Israel
L'abril del 2024, el conflicte subsidiari irano-israelià es va convertir en un conflicte directe entre tots dos països. L'1 d'abril, Israel va bombardejar l'ambaixada iraniana a Damasc, Síria, matant diversos alts iranians. Com a resposta resposta, el 13 d'abril l'Iran i diverses milícies van llançar atacs amb drons i míssils a bases militars israelianes dins de territori israelià i a territoris ocupats per Israel.

## Obres
- Quatre llibres principals de Rijal[32]
- Un esbós del pensament islàmic a l'Alcorà[32]
- Líder honest[32]
- Discurs sobre la paciència[33][34]
- Iqbal: Manifestació de l'esperit islàmic, dues visions musulmanes contemporànies[35]ISBN 1-871031-20-6
  - Iqbal, el poeta-filòsof del ressorgiment islàmic, és una de les "dues visions musulmanes contemporànies", l'altra és la de Ali Shariati.
- Respostes a consultes sobre les lleis pràctiques de l'islam[36]ISBN 964-472-000-8 (versió PDF)
- Lliçons del Nahjul-Balaghah[37][38]
- Els drets humans a l'islam
- La Carta de la Llibertat[39][40][41]
- Essència del Tawhid: negació de la servitud però a Déu[42]